# Taphozous hamiltoni
Taphozous hamiltoni — є одним з видів мішкокрилих кажанів родини Emballonuridae.

## Поширення
Країни поширення: Чад, Кенія, Сомалі, Судан, Танзанія, Уганда. Він був записаний в савані і в гірських районах. Можливо це печеро-залежний вид.

## Загрози та охорона
Загрози для цього виду невідомі. Ймовірно, зустрічається в деяких охоронних територіях.